# Krîvețke, Kozeleț
Krîvețke (în ucraineană Кривецьке) este un sat în comuna Bileikî din raionul Kozeleț, regiunea Cernihiv, Ucraina.

## Demografie
Componența lingvistică a localității Krîvețke
     Ucraineană (97,62%)
     Rusă (2,38%)
Conform recensământului din 2001, majoritatea populației localității Krîvețke era vorbitoare de ucraineană (97,62%), existând în minoritate și vorbitori de rusă (2,38%).